# Cathédrale de la Très-Sainte-Trinité de Hamilton
La cathédrale de la Très-Sainte-Trinité, souvent appelée la cathédrale des Bermudes, est une cathédrale anglicane, située à Hamilton, dans les Bermudes. Elle est le siège de la province anglicane extra-territoriale des Bermudes.

## Historique
L'édifice d'origine formant la cathédrale de la Très-Sainte-Trinité, conçu dans le style anglais précoce par James Cranston, originaire d'Oxford, en 1844 et achevé en 1869, fut détruit par un incendie criminel en 1884. L'architecte écossais William Hay, consulté pour la construction du premier bâtiment, fut embauché pour concevoir la structure actuelle en 1885 dans le style néo-gothique. Bien que Hay ait conçu la majeure partie de la structure, son partenaire George Henderson, conçu la partie est de la cathédrale. Construit entre 1886 et 1905 pour servir l’Église d’État (l’Église d’Angleterre et, depuis 1978, l’Église anglicane des Bermudes, diocèse extraprovincial placé sous l'autorité l’archevêque de Cantorbéry), l’édifice fut principalement construit en calcaire des Bermudes, à l’exception de plusieurs éléments décoratifs en pierre de Caen sculptés importés de France.
La cathédrale de la Très-Sainte-Trinité est l'une des deux cathédrales des Bermudes, l'autre étant la cathédrale catholique Sainte-Thérèse-de-Lisieux, également à Hamilton. Le compositeur S. Drummond Wolff fut organiste à la cathédrale de 1959 à 1962.